# Pamyat Finaeva
Pamyat Finaeva en ruso: Память Финаева es una variedad cultivar de ciruelo (Prunus domestica), de las denominadas ciruelas europeas,
una variedad de ciruela obtenida en la "Estación Experimental Zonal de Horticultura de Samara". Las frutas tienen un tamaño mediano, de forma redondeada, estando la parte superior del fruto deprimida lateralmente, y la base del fruto está dentada, el color principal base del fruto es verde, el color tegumentario es azul, y pulpa de color verde amarillento, suave y jugosa, el color de la cavidad es el mismo que el de la pulpa, el jugo es incoloro, el sabor es agridulce.

## Sinonimia
- "Память Финаева",
- "Memoria de Finaev",
- "Pamyat Finaeva",
- "Pamjat Finaeva",
- "Слива Память Финаева",
- "Sliva Pamyat Finaeva".[3][5]

## Historia
'Pamyat Finaeva' es una variedad de ciruela que la obtuvo el equipo de obtentores formado por  E.P. Finaev, P.P. Ivanov, E.V. Tyuzhina y A.N. Minin en la "Estación Experimental Zonal de Horticultura de Samara" mediante la polinización de la la variedad 'Kuibyshev Ternosliv' como "Parental Madre" x el polen de la variedad 'Renklod Bave' como "Parental Padre".
'Pamyat Finaeva' está inscrita en el Registro Estatal desde 2005 para la región del Volga Medio.

## Características
'Pamyat Finaeva' es un árbol pequeño, de hasta 2,5 m de altura, de crecimiento lento, la copa se extiende, de densidad media, dando fruto principalmente en ramas de ramo y lanzas. Los brotes son gruesos, rectos, de color rojo oscuro, desnudos. Hay pocas lenticelas, de tamaño mediano, blancas. Las hojas son medianas, de ancho medio, ovadas, de punta corta, de color verde claro, lisas y brillantes. El limbo es plano, cóncavo (en forma de barco) hacia abajo, el ápice de la hoja es gradualmente puntiagudo, la pubescencia es débil. El borde de la hoja está finamente aserrado. No hay estípulas. El pecíolo es mediano, de grosor medio, verde. Las glándulas son pequeñas, 1 a 2 piezas, amarillas, redondeadas. Las flores son simples, en forma de rosa, medianas, blancas. Florece del 14 al 22 de mayo. La variedad es altamente autofértil. Sus mejores polinizadores son 'Skorospelka Krasnaya', 'Mirnaya', 'Kuibyshevskaya Sinyaya' y 'Ternoslivka Kuibyshevskaya'. La fructificación es anual. La fuerza de adhesión del fruto al árbol es media.
'Pamyat Finaeva' tiene frutos de tamaño mediano, uniformes, con un peso promedio de 22 gr, de forma redondeada, estando la parte superior del fruto deprimida lateralmente, y la base del fruto está dentada, el color principal base del fruto es verde, el color tegumentario es azul; el número de puntos subcutáneos es promedio, blancos y claramente visibles; la piel es mediana, desnuda, con una capa cerosa de pruina media, que es difícil de separar del fruto; la sutura ventral es poco profunda y apenas perceptible; pedúnculo es de tamaño mediano, de grosor medio, fácil de separar de la rama y está mal adherido al hueso; la pulpa es de color verde amarillento, suave y jugosa, el color de la cavidad es el mismo que el de la pulpa, el jugo es incoloro, el sabor es agridulce. Composición química de la piel y la pulpa: contenido de materia seca (12,4%), azúcares (7,61%), ácidos (1,83%) y ácido ascórbico (3,80 mg/100 g).
Hueso es semi adherente, se separa de la pulpa moderadamente, es poco profundo y estrecho, de tamaño mediano, aplanado, romo, con crestas.
El fruto madura en la tercera decena de agosto y la primera de septiembre en las regiones del Volga Central y Medio. Los frutos recolectados inmaduros se pueden conservar en condiciones normales hasta dos semanas y, en un almacén, de 2 a 2,5 meses. Su transporte es sencillo.

## Usos
Una variedad de frutos cuyo principal propósito es para consumo en fresco. Esta variedad es universal, ideal para elaborar mermeladas y compotas.

## Susceptibilidades
Los árboles dañados por las heladas se recuperan rápidamente. La resistencia a la sequía de los árboles de esta variedad es media.
Los frutos no se ven afectados por la moniliosis. Son ligeramente susceptibles a la gomosis. Los frutos se ven afectados por la polilla de la ciruela en algunos años hasta en un 0,5%.
Fructifica bien en zonas elevadas y protegidas del viento, en suelos de composición ligera y media (arenosos, franco arenosos y francos ligeros). No requiere poda especial.
Ventajas de la variedad: alto rendimiento anual, bajo crecimiento del árbol.
Desventajas de la variedad: en años secos, se observa caída de frutos.